# Мтиспири
Мтиспири (груз. მთისპირი) — село в Грузии, на территории Озургетского муниципалитета края (мхаре) Гурия.

## География
Село находится в западной части Грузии, на правом берегу реки Бахвисцкали, на расстоянии приблизительно 10 километров (по прямой) к востоку от города Озургети, административного центра муниципалитета. Абсолютная высота — 258 метров над уровнем моря.

## Население
По результатам официальной переписи населения 2014 года, в Мтиспири проживало 238 человек (125 мужчин и 113 женщин). В национальной структуре населения грузины составляли 100 %.
| Год  | Население, человек |
| ---- | ------------------ |
| 2002 | 260                |
| 2014 | ↘ 238              |